# 1792 en droit
Cet article présente les faits marquants de l'année 1792 en droit.

## Naissances et décès
- Naissances
  - 26 juillet : Victor Augier, avocat, journaliste et homme de lettres français, mort en 1858.
- Décès
  - 14 juillet : Miguel de Gálvez y Gallardo, juriste et homme politique espagnol, né en 1725.

## Événements

### Mars
- 16 mars : le Danemark décrète l’abolition du trafic des esclaves dans ses colonies à partir de 1803[1].

### Avril
- 2 avril : loi sur la monnaie aux États-Unis[2].
- 23 avril : arrestation du franc-maçon russe Novikov[3], emprisonné à Schlüsselbourg jusqu'en 1796. Catherine II de Russie ordonne la dissolution de toutes les loges maçonniques.

### Juin
- 11 juin-27 juin : premières élections de l’histoire des Québécois[4].

### Juillet
- 11 juillet : proclamation de la patrie en danger par l'Assemblée législative[5].

### Septembre
- 20 septembre : institution du divorce[6].
- 21 septembre : première réunion de la Convention nationale ; abolition de la monarchie.

### Décembre
- 6 décembre : la commission dite « commission des Vingt-Un », dont le Girondin Valazé était le rapporteur, est chargée par la Convention nationale de présenter l'acte énonciatif des crimes dont Louis XVI serait accusé et la série de questions à poser au roi lors de son procès[7].